# Jacques Gaudart (1588-1634)
Jacques Gaudart, seigneur de Petit-Marais (1588-1634), fut conseiller (1612) et maître des Requêtes (1618) au Parlement de Paris puis conseiller d'État (1634). 

## Biographie
Il est le fils de François Gaudart, seigneur de Petit Marais (1546-1610), conseiller au Parlement de Paris, et de Denise Canaye.
Il appartenait à la famille Gaudart de Petit-Marais, connue depuis la première moitié du XVIe siècle dans la bourgeoisie robine de Paris qui s'agrégea à la noblesse depuis 1580 et fut maintenue noble au 17e siècle pour une branche. Au sujet de cette famille Gustave Chaix d'Est-Ange donne l'information suivante : « Une famille Gaudart a appartenu à la noblesse de robe parisienne. Elle portait pour armes d'or à une bande d'azur chargée de trois défenses de sanglier d'argent. Elle avait pour auteur François Gaudart, fils et petit-fils de procureurs en la Chambre des comptes de Paris, qui fut reçu en 1596 conseiller au Parlement de cette ville et qui fut anobli par sa charge.»
Il épousa en 1612 Jeanne de Féral dont il eut :
- Jean-Jacques, né en 1627, qui deviendra président de la Grand'Chambre au Parlement de Paris,
- François, qui deviendra prieur de Sainte-Croix de Provins et La Selle,
- Louise, marié à Marc-Cirus de Brion, seigneur de Hautefontaine.

Il fut reçu conseiller au Parlement de Paris le 11 janvier 1612, puis devient maître des requêtes par lettres du 14 mars 1618 et est reçu dans ses fonctions le 26 avril 1618. Il résigne en 1623. Enfin, il est nommé conseiller d'État le 22 janvier 1634, peu avant de mourir en 1634.

## Sources
- Prosopographie des gens du Parlement de Paris (1266-1753), Références, 1996, page 557.
- Mémoires de la Fédération des Sociétés historiques et archéologiques de Paris et de l'Ile-de-France, 1955, page 191.
- Gustave Chaix d'Est-Ange, Dictionnaire des familles françaises anciennes ou notables à la fin du XIXe siècle, tome XX, 1929, page 227.
- Jacques-Auguste de Thou, Mémoires, livre 2
- Pierre de L'Estoile, Mémoires-journaux, tome 2
- Généalogie de Messieurs les maîtres des requêtes et intendants, présidents et conseillers au Parlement, Chambre des comptes, tome 1